# نيكولا ليافسكي
نيكولا ليافسكي هو لاعب كرة قدم ومدرب كرة قدم شمال مقدوني في مركز الوسط، ولد في 16 ديسمبر 1954 في إسكوبية في مقدونيا الشمالية. لعب مع نادي بريشتينا ونادي تتكس ونادي رابوتنيتشكي ونادي فاردار ونادي ميتالورغ سكوبيه.

## وصلات خارجية
- نيكولا ليافسكي على موقع قاعدة بيانات كرة القدم.إي يو (الإنجليزية)
- نيكولا ليافسكي على موقع عالم كرة القدم.نت (الإنجليزية)